# Hypertelis
Genre
Classification phylogénétique
Hypertelis E.Mey ex Fenzl est un genre de plante de la famille des Aizoaceae ou des Molluginaceae.
Hypertelis E.Mey ex Fenzl, in Ann. Wiener Mus. Naturgesch. 1: 352 (1836) ; 2: 261 (1840)
Type : Hypertelis spergulacea E.Mey ex Fenzl ; Lectotypus [Phillips, Gen. S. African Fl. Pl. ed. 2 : 291 (1951)]

## Liste des espèces
- Hypertelis acida (Hook.f.) K.Müll.
- Hypertelis angrae-pequenae Friedrich
- Hypertelis arenicola Sond.
- Hypertelis bowkeriana Sond.
- Hypertelis caespitosa Friedrich
- Hypertelis longifolia Gand.
- Hypertelis salsoloides (Burch.) Adamson
- Hypertelis spergulacea E.Mey. ex Fenzl
- Hypertelis suffruticosa (Baker) Adamson
- Hypertelis trachysperma Adamson
- Hypertelis verrucosa Fenzl